# ایگناتزیو آباته
اینیاتسیو آباته (به ایتالیایی: Igzanio Abate) (زاده ۱۲ نوامبر ۱۹۸۶)، دفاع راست سابق و سرمربی فعلی میلان است و سابقه حضور تیم ملی ایتالیا را دارد . او پسر دروازه‌بان سابق ایتالیا، بنیامینو آباته است.

## افتخارات

### باشگاهی
میلان
- سری آ (۱): ۱۱–۲۰۱۰
- سوپر جام فوتبال ایتالیا (۲): ۲۰۱۱, ۲۰۱۶

### بین‌المللی
زیر ۲۱ سال ایتالیا
مسابقات تولون: ۲۰۰۸
ایتالیا
- جام ملت‌های اروپا: نائب قهرمان ۲۰۱۲